# Uvarus pearsonae
Uvarus pearsonae är en skalbaggsart som beskrevs av Bilardo och Rocchi 2008. Uvarus pearsonae ingår i släktet Uvarus och familjen dykare. Inga underarter finns listade i Catalogue of Life.